# Anaxipha hyalodes
Anaxipha hyalodes är en insektsart som beskrevs av Otte, D. 2006. Anaxipha hyalodes ingår i släktet Anaxipha och familjen syrsor. Inga underarter finns listade i Catalogue of Life.